# Olga Sanfirova
Olga Alexandrovna Sanfirova (en ruso: Ольга Александровна Санфирова; Samara, RSFS de Rusia; 19 de abriljul./ 2 de mayo de 1917greg. - Pułtusk, Polonia; 13 de diciembre de 1944), fue comandante de escuadrón del 46.° Regimiento Aéreo de Bombarderos Nocturnos de la Guardia (325.° División Aérea de Bombarderos Nocturnos, 4.° Ejército Aéreo, Segundo Frente Bielorruso) donde alcanzó el rango de capitán de la Guardia. Se le concedió póstumamente el título de Heroína de la Unión Soviética el 23 de febrero de 1945, convirtiéndose en la primera mujer de origen tártaro en recibir dicho título.

## Biografía

### Infancia y juventud
Olga Sanfirova nació el 2 de mayo de 1917, en la ciudad de Samara, gobernación de Samara en el seno de una familia de clase trabajadora perteneciente a los tártaros del Volga. A mediados de los años 30 su familia se mudó a la ciudad de Urgench en la República Socialista Soviética de Uzbekistán, donde fue a la escuela secundaria, antes de mudarse a Moscú para asistir a la escuela de vuelo en la ciudad de Kolomna, en los alrededores de Moscú.
Después de graduarse de la escuela de vuelo, trabajó en el Departamento de Aviación de Moscú. En 1940 se transladó a la ciudad de Tatarsk en el Óblast de Novosibirsk para trabajar como piloto instructora en el 78.° escuadrón de entrenamiento de la Dirección de Aviación Civil de Siberia Occidental. Se alistó en la Fuerza Aérea soviética en diciembre de 1941 y fue miembro del Partido Comunista de la Unión Soviética desde 1942.

### Segunda Guerra Mundial
En diciembre de 1941, según el reclutamiento de Komsomol, fue reclutada en el Ejército Rojo, fue entrenada en la Escuela de Pilotos de Aviación Militar de Bataysk (actualmente Escuela Superior de Pilotos de Aviación Militar de Krasnodar)
Posteriormente, ingresó en la Escuela de Aviación Militar de Engels, para convertirse en piloto en el 588.º Regimiento de Bombardeo Nocturno, uno de los tres regimientos de aviación formados por mujeres, fundados por Marina Raskova y liderado por la mayor Yevdokiya Bershánskaya. El regimiento estaba  formado íntegramente por mujeres voluntarias, desde los técnicos hasta los pilotos, todas ellas de una edad cercana a los veinte años.
El 23 de mayo de 1942, después de completar su entrenamiento, el regimiento fue transferido a la 218.º división de bombarderos nocturnos del Frente Sur (estacionada en el aeródromo de la aldea de Trud Gornyaka cerca de Voroshilovgrado). La propia Marina Raskova las acompañó hasta su destino y luego dio un conmovedor discurso de despedida antes de regresar a Engels. En su nuevo destino el regimiento quedó adscripto al 4.º Ejército Aéreo al mando del mayor general Konstanín Vershinin.
El 8 de febrero de 1943, el 588.º Regimiento de Bombardero Nocturno recibió el rango de Guardias y pasó a llamarse 46.º Regimiento de Bombardeo Nocturno de la Guardia, y un poco más tarde recibió el nombre honorífico de «Taman» por su destacada actuación durante los duros combates aéreos en la península de Tamán, en 1943 (véase batalla del cruce del Kubán).
Ascendió en los rangos de comandante de vuelo a comandante de escuadrón adjunto antes de alcanzar el rango de comandante de escuadrón en 1943. Durante la guerra participó en campañas de bombardeo contra las fuerzas alemanas en el norte del Cáucaso, en el río Mius, durante la liberación de Donbass, Kubán, Crimea, Bielorrusia y Polonia.
El 1 de mayo de 1943, el Polikarpov Po-2 en el que ella y Rufina Gásheva volaban fue derribado por un caza alemán sobre las líneas soviéticas en Crimea, pero ambos lograron sobrevivir después de abandonar el avión y fueron rescatados dos días después.
En abril de 1943, la subteniente de la Guardia Olga Sanfirova había realizado un total de 219 salidas nocturnas en un avión Polikarpov Po-2 arrojando más de 37 toneladas de bombas sobre las tropas y posiciones alemanas. Desde agosto del mismo año, luchó como comandante de escuadrón, junto con sus tripulaciones volaron cinco o seis veces por noche para bombardear grupos de tropas alemanas, convoyes, unidades motorizadas.
A finales de abril de 1944, había realizado un total de 494 salidas nocturnas efectivas con 773 horas de vuelo de combate. A fines del otoño de 1943, durante la operación de desembarco anfibio de Kerch-Eltigen (véase operación Kerch-Eltigen), en condiciones climáticas difíciles y con un intenso fuego antiaéreo, arrojó repetidamente alimentos y municiones a las tropas soviéticas de la cabeza de puente de Eltigen, volando a altitudes extremadamente bajas (75–100 m). Desde enero del mismo año, Sanfirova bombardeó a las tropas alemanas en Crimea, en la península de Kerch.
Durante la liberación de Crimea y Sebastopol en la primavera de 1944 (véase batalla de Crimea), infligió golpes precisos en los puestos de tiro alemanes y en las posiciones de la infantería. Entonces, en la noche del 26 de abril de 1944, como resultado de un bombardeo, destruyó una batería de artillería. En la noche del 9 de mayo de 1944, durante una incursión contra las tropas alemanas en retirada en el área de las bahías de Kamyshovaya y Omega, a pesar del denso fuego antiaéreo, Sanfirova hizo estallar un vehículo con municiones con un preciso impacto de bomba.
En diciembre de 1944, Sanfirova había realizado un total de 630 salidas nocturnas de combate, arrojando más de 77 toneladas de bombas, destruyó más de dos pelotones de infantería, un depósito de municiones, dos posiciones de artillería y tres de ametralladora, dos cruces de carreteras, cinco vehículos, así mismo provocó más de 213 incendios y explosiones, y arrojó 700 000 folletos de propaganda sobre las líneas alemanas.

### Muerte

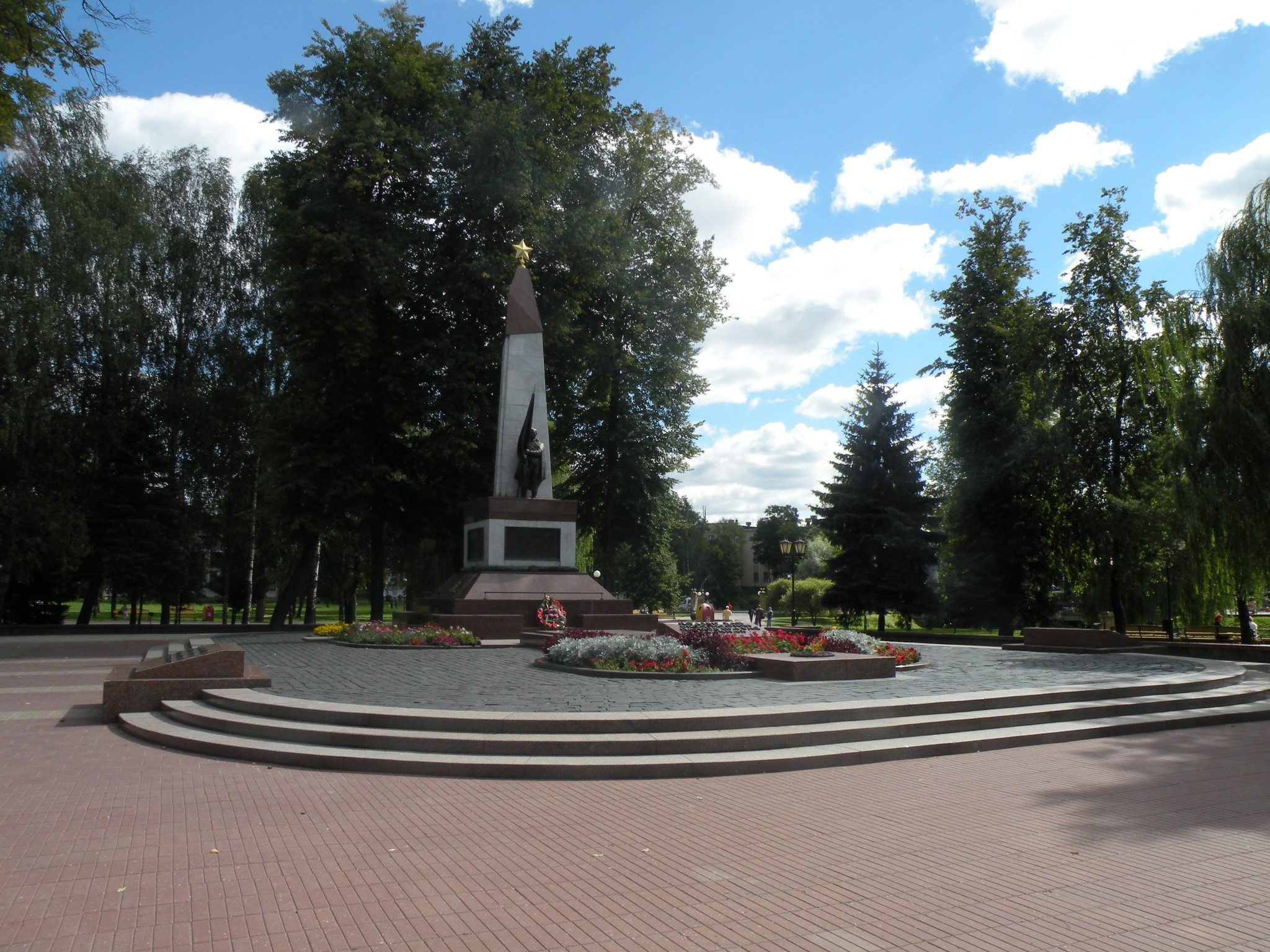
Fosa común donde está enterrada Olga Sanfirova en Grodno, Bielorrusia.

El 13 de diciembre de 1944, el avión de Sanfirova y Gasheva fue derribado por fuego antiaéreo sobre un campo minado. No siempre llevaban paracaídas para ahorrar peso, pero en esa misión tenían paracaídas con ellos. Sanfirova se lanzó en paracaídas del avión de manera segura, pero murió de inmediato cuando al aterrizar pisó una mina antipersonal, cerca de la ciudad de Pultusk, en Polonia. Fue enterrada en una fosa común en la ciudad de Grodno, en Bielorrusia. Rufina Gásheva sobrevivió a la terrible experiencia y continuó volando en combate después de regresar al regimiento.
Por decreto del Presídium del Sóviet Supremo de la URSS del 23 de febrero de 1945 «por el cumplimiento ejemplar de las misiones de combate del mando en el frente de la lucha contra los invasores alemanes y el coraje y heroísmo demostrados al mismo tiempo». La capitana Olga Alexandrovna Sanfirova recibió póstumamente el título de Héroe de la Unión Soviética.
A lo largo de la guerra realizó 630 misiones de combate nocturno con 875 horas de vuelo en combate, arrojando 77 toneladas de bombas en territorio controlado por el enemigo; destruyendo en el proceso un almacén, dos pelotones nazis, cinco vehículos, tres posiciones de ametralladoras y dos transbordadores, así mismo se encargó de lanzar en paracaídas, a las fuerzas terrestres soviéticas en la cabeza de puente de Eltigen, en Crimea, veinticinco paquetes de suministros de alimentos y municiones durante la operación Kerch-Eltigen.

## Condecoraciones
A lo largo de su vida militar Olga Sanfirova recibió las siguientes condecoraciones
|  | Héroe de la Unión Soviética (N.º 133; 23 de febrero de 1945);   |
|  | Orden de Lenin (23 de febrero de 1945);                         |
|  | Orden de la Bandera Roja (27 de abril de 1943)                  |
|  | Orden de Alejandro Nevski (24 de abril de 1944)                 |
|  | Orden de la Guerra Patria de 1.er grado (22 de octubre de 1943) |
|  | Medalla por la Defensa del Cáucaso                              |